# Seven Days Walking (Day 2)
Seven Days Walking (Day 2) è un album di Ludovico Einaudi pubblicato il 19 aprile 2019, seconda parte del progetto Seven Days Walking.
Birdsong è stato pubblicato come singolo il 29 marzo 2019 accompagnato da un video musicale diretto da Tania Feghali.

## Tracce
Musiche di Ludovico Einaudi.
1. Low Mist Var. 1 – 2:45
2. A Sense of Symmetry – 2:37
3. Ascent – 6:13
4. Golden Butterflies Var. 1 – 5:57
5. Birdsong – 5:25
6. Fox Tracks – 4:32
7. Campfire Var. 1 – 6:14
8. Matches Var. 1 – 2:24
9. The Path Of The Fossils – 8:36
10. Cold Wind Var. 1 – 4:16
11. Low Mist Var. 2 – 2:45

Durata totale: 51:44

## Formazione
- Ludovico Einaudi: Piano
- Federico Mecozzi: Violino,Viola
- Redi Hasa: Cello